# Alpine Renault
Alpine («Альпин»)— французский производитель гоночных и спортивных автомобилей. С 1978 года является подразделением Renault. Основатель — Жан Ределе (1922—2007).

## История

### Ранние годы
На автомобиле Renault 4CVs Жан Ределе побеждает в нескольких гонках. В отличие от серийных моделей, на автомобиле Ределе была установлена специальная 5-ступенчатая коробка передач (вместо оригинальной 3-скоростной). Для облегчения автомобиля некоторые детали кузова были изготовлены из алюминия.
После блестящих выступлений автомобиль Ределе начал пользоваться спросом, что послужило толчком для создания компании Société Anonyme Des Automobiles Alpine в 1954 году. После победы в гонке Coupe Das Alpies компания была переименована в Alpine. Жан Ределе не знал, что в 1953 году в Англии фирма Sunbeam представила спортивное купе под названием Sunbeam Alpine. Это совпадение принесло Alpine много неудобств в течение всей её истории.
В 1955 году он работал с братьями Шаппе, вместе они сконструировали первое купе с двигателем Renault 4CV и назвали его Alpine A106.

### 1960-e
- Alpine A108 1962 г.
- Alpine A110 1965 г.

В 1960-е годы Alpine тесно сотрудничает с Renault. И когда появился Renault R8 в 1962 году, Alpine, переработав шасси и сделав рестайлинг кузова, получают новый автомобиль. Имя этому автомобилю было Alpine A108. Первая серия А108 была оборудована 956-кубовым двигателем (51 л.с.); к 1974 году маленький автомобиль был оснащён 1800-кубовым двигателем, развивающим 180 л.с.
Alpine достигает успехов в ралли, что приводит к тому, что в 1968 году весь спортивный бюджет компании Renault был передан в Alpine. Тесное сотрудничество в спортивной сфере помогло компании Alpine наладить розничные продажи через дилерскую сеть Renault.

### 1970-е
В 1971 году пилоты команды Alpine заняли весь подиум Ралли Монте-Карло, используя автомобили Alpine-Renault A110 с двигателями от Renault 16. В 1973 они повторили этот результат, который положил начало их безоговорочной победе в чемпионате мира по ралли 1973 года (опередив Porsche, Lancia и Ford).
1973 год принёс международный кризис. Поднялись цены на бензин. Alpine продала 1421 автомобиля в 1972 году, и лишь 957 в 1974 году. Это вынудило искать замену модели A110.
На замену А110 пришел А310. Однако в конце 1970-х годов у Alpine появилось много конкурентов, например Lancia Stratos.
Добившись титула в чемпионате мира по ралли, Alpine вместе с Renault нацелились на новую вершину: победа в Ле-Мане. Был создан ряд успешных спортивных автомобилей, что привело в 1978 году к победе в Ле-Ман на Alpine-Renault A442.

### 1980-e
Alpine продолжает наращивать обороты в 1980-х. A310 с успехом заменил А110. В 1976 году был проведен рестайлинг A310. Также автомобиль был оснащён новым двигателем V6 PRV (2,6 л мотор, четырёхступенчатая механическая коробка передач).
Позже в 1986 году A310 заменит новый Alpine GTA с кузовом из пластика и полиэфирных компонентов.

### 1990-е
Alpine A610 был запущен в 1991 году. Он был внутри и снаружи похож на предшественника Alpine GTA, но с заметно улучшенными дизайном и интерьером. Кондиционер и гидроусилитель руля были в стандартной комплектации автомобиля. Общий объём производства A610 — 818 штук. Последний Alpine A610 сошёл с линии в Дьепе в конце 1994 года.

### Наши дни
В Дьепе располагается завод Renault Sport, который специализируется на сборке спортивных автомобилей Renault, но уже под собственным именем. В основном это модели Renault Clio Sport, Renault Megane Sport и их модификации.
В сентябре 2007 года умер Жан Ределе.
В 2012 году компания Renault решила возродить знаменитого производителя спорткаров вместе с фирмой Caterham. В 2014 году соглашение между партнерами по неназванным причинам было расторгнуто, однако французы продолжили заниматься возрождением бренда самостоятельно.
В 2016 году фирма Alpine, принадлежащая компании Renault, представила на мероприятии в Монте-Карло концептуальное купе Vision. Новинка является предсерийным прототипом первой модели, которая появится после возрождения французской марки.
В 2020 году команда Рено (команда «Формулы-1», 2016—2020) объявила о смене названия на Alpine. Команда также сменит цвета ливреи с желто-черного на цвета французского триколора.
5 октября 2021 года Alpine объявила об участии в чемпионате FIA WEC в классе гиперкаров с 2024 года. Гиперкар называется Alpine A424.
10 мая 2023 Alpine показала концепт нового хот-хэтча "A290_β", который выйдет в 2024 году
.